# 塔夫里伊斯凱 (斯卡多夫斯克區)
46°22′35″N 32°34′7″E / 46.37639°N 32.56861°E

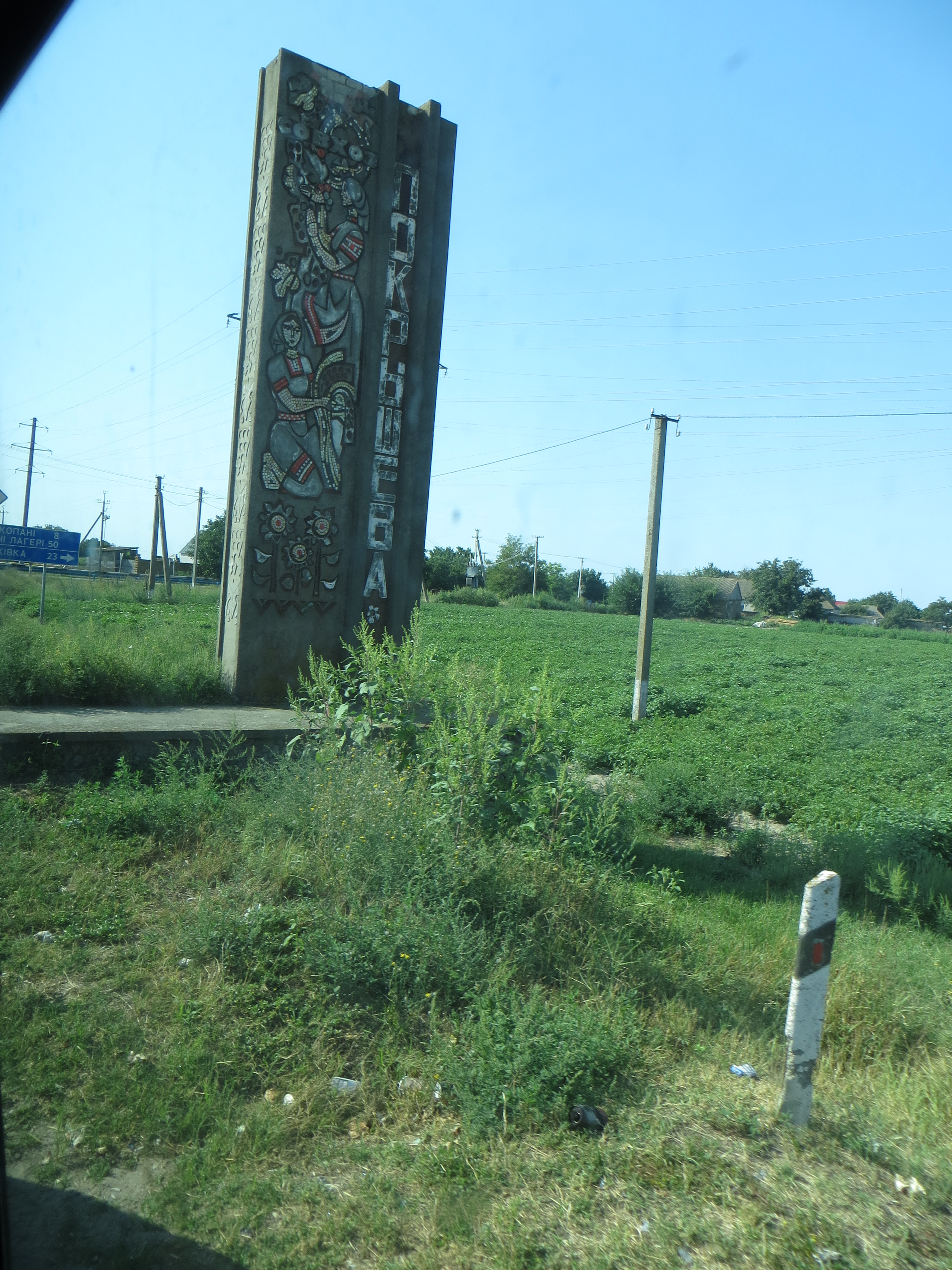
国营农场

塔夫里伊斯凯（烏克蘭語：Таврійське）是位於烏克蘭南部的村莊，由赫爾松州斯卡多夫斯克區的霍拉普里斯坦市鎮負責管轄。該村始建於1992年，面積3.9平方公里，2001年人口2,089，人口密度每平方公里535.2人。